# Eishockey-Eredivisie (Belgien)
Die Eredivisie war bis 2015 die höchste Eishockeyspielklasse in Belgien. Die Liga, in der seit 1912 der belgische Landesmeister ausgespielt wird, organisiert der Königlich-Belgische Eishockeyverband RBIHF. Rekordmeister ist der Brussels Royal IHSC mit insgesamt 23 Titeln.

## Geschichte
Die belgische Eishockeyliga wurde erstmals im Jahr 1912 ausgetragen. Seitdem gab es mehrere Unterbrechungen im Spielbetrieb. Erstmals pausierte die Liga aufgrund des Ersten Weltkrieges von 1914 bis 1920. Die nächste Pause gab es aufgrund der Weltwirtschaftskrise und somit fiel der Spielbetrieb in den Jahren 1929 bis 1934 erneut aus. Zum Bislang dritten und letzten Mal wurde in der Saison 1994/95 kein Eishockey in Belgiens höchster Eishockey-Spielklasse gespielt. Von den sieben Mannschaften, die in der Saison 2013/14 in der Belgischen Eishockeyliga spielten, kamen sechs aus dem niederländisch- und eine aus dem französischsprachigen Teil des Landes.
Meister in der Saison 2008/09 wurde der HYC Herentals. Die mussten sich in der Saison 2009/10 gegen die Chiefs Leuven im Finale geschlagen geben, die in der Saison ihren zweiten Meistertitel feierten. In der Saison 2010/11 wurde die belgische Eishockeyliga nicht ausgespielt. Die zwei belgischen Mannschaften White Caps Turnhout und HYC Herentals nahmen am North Sea Cup des niederländischen Verbandes teil und spielten nach dessen Ende in einer Best-of-Seven-Runde den belgischen Meister aus. 2011/12 nahmen die Chiefs Leuven ebenfalls am North Sea Cup teil und die drei Mannschaften spielten die Ehrendivision aus.
Zur Saison 2012/13 wurde HYC Herentals in die niederländische Ehrendivision aufgenommen. Die belgische Eishockeyliga wurde um die Clubs der bisherigen zweiten Liga aufgestockt. Anschließend wurde die Zahl der Mannschaften wieder auf sieben verringert. Meister der Spielzeit 2013/14 wurde mit den Bulldogs de Liège die einzige Mannschaft aus der Wallonie. Das Team aus Lüttich ist damit der erste Landesmeister seit dem Brussels Royal IHSC 1982, der nicht aus Flandern stammt. Die Ehrendivision wurde 2015 durch die belgisch-niederländische BeNe League abgelöst.

## Bisherige Titelträger
siehe Belgischer Meister (Eishockey)